# Ximena Armas
Ximena Armas (Santiago, 29 de julio de 1946) es una pintora chilena.
Su obra es un trabajo sobre la memoria, imágenes con elementos poéticos y simbólicos persistentes en el recuerdo, algunos motivos recurrentes como la pluma, perdidos por pájaros desconocidos ausentes, cintas, rubanes a líneas amarrados, carpas de playa, piedras, hierbas, plantas, escaleras, siluetas como sombras, un universo enigmático en un silencio inmóvil.

## Biografía
Estudia durante un año en la Escuela de Bellas Artes de la Universidad de Chile. Posteriormente entra a la Escuela de Artes de la Universidad Católica entre 1965 y 1969 donde estudia Pintura, Arte Gráfico y Cine. Fue alumna de Mario Carreño, Eduardo Vilches y Mario Toral.
Viaja a París en 1971 a estudiar en la Escuela Nacional Superior de Artes Decorativas y en la Escuela Nacional Superior de Bellas Artes. Desde entonces vive y trabaja en Francia. Está casada con el artista francés Henri Richelet junto a quien expuso en el Museo Nacional de Bellas Artes de Santiago de Chile en 2001.

## Obra
El universo de Armas reposa sobre todo en un espacio arquitectónico donde la organización singular de perspectivas parece querer dar un decorado mítico a la vida. Este mundo despliega una escenografía del enigma y de la esperanza en el doble juego de sus interrogaciones y de sus aberturas en los paisajes sin edad donde el alma trasluce de preferencia el dualismo de la arquitectura y de la naturaleza.
A los límites inciertos del olvido y de la gestación, este universo parece poder dar una medida original y mítica al paisaje y a la luz que lo ilumina, jugando con las tonalidades de una paleta refinada. Los contornos de esta pintura modelada de lentor, de sensualidad, de estremecimientos latentes, de vuelos medidos y de magia someten progresivamente la mirada a la fascinación de esos enigmas.
La obra de Armas es una meditación sensible. No nos equivoquemos: solo una lectura superficial de sus imágenes figurativas llevaría a una percepción exterior, reducida a un simple soplo épico que atravesaría su universo, fruto del cruce de influencias entre los continentes latinoamericano y europeo. 
Ciertamente semejante enfoque reductor ocultaría la dimensión reflexiva que impregna cada una de sus representaciones. Cada imagen es una invitación al viaje en el universo de lo abstracto, ofreciendo un cuestionamiento sin fin de una poética del mundo. La obra es una suma de ventanas abiertas sobre el mundo posando múltiples interrogaciones.
El universo onírico de Armas es un espacio donde la presencia humana estaba. alejada, distante, en espera…pero ahora este hombre se deslizo en sus telas bajo la forma de una sombra que esboza movimientos o inmóvil. Sin embargo, la vida no está excluida de sus cuadros, solo está en suspenso. Lo que Armas pinta va más allá de las apariencias. Lo que ella pinta, es el paso del tiempo, y la frágil tenacidad de la vida.

## Obras en colecciones públicas
- Museo Nacional de Bellas Artes, Santiago, Chile:

Profonde solitude: pintura acrílica sobre lienzo (130 × 97 cm).
- Museo de la Solidaridad Salvador Allende, Santiago, Chile:

Ensueños: pintura acrílica sobre lienzo (130 × 97 cm);
Golpe: dibujo con tinta china y collage (60 × 40 cm).
- Museo de Arte Contemporáneo Julio Cortázar, Managua, Nicaragua:

No toques: pintura acrílica sobre lienzo (100 × 81 cm).
- Museo de Arte Contemporáneo, Santiago, Chile:

Nuestro tiempo: pintura acrílica sobre lienzo (130 × 97 cm).
- Pinacoteca de la Universidad de Talca, Chile:

Pasan huyendo pájaros: pintura acrílica sobre lienzo (196 × 114 cm).
- Pinacoteca de la Universidad de Concepción, Chile:

Humanos en caja: pintura al óleo sobre lienzo (120 × 80 cm).
- Museo Ralli, Santiago, Chile:

Le Pont:  pintura acrílica sobre lienzo (130 × 97 cm).

## Exposiciones individuales
- 1969: Galería Arturo Edwards, Santiago, Chile.
- 1970: Instituto Cultural de Providencia, Santiago, Chile.
- 1980: Galería La Bolée, Anonnay, Francia.
- 1982: Latino-Américains à Paris, Grand Palais, París.
- 1986: Galería Lefor Openo, Saint-Cloud, Francia.
- 1987:

Espace latino-américain, París;
Galería de la Main de fer, Perpiñán, Francia.
- 1990:

Galería La Fachada, Santiago, Chile;
Galería Ceibo, París.
- 1996: Hôtel de Ville, Neufchâteau, Francia.
- 1999: Galería Arte Actual, Santiago, Chile.
- 2001: Museo Nacional de Bellas Artes, Santiago, Chile.
- 2003: Museo Roybet-Fould, Courbevoie, Francia.
- 2006:

Galería Modigliani, Viña del Mar, Chile;
Galería Praxis, Santiago, Chile.
- 2007-2008: Le Trait d’union, Neufchâteau, Francia.

## Principales exposiciones colectivas
- 1969: Prix Crav de Peinture, Museo de Arte Contemporáneo, Santiago, Chile.
- 1972: La Peinture chilienne, Unesco, París.
- 1974: Grafic 74, Museo de Arte Contemporáneo, Ibiza, España.
- 1981:

Art pour le Nicaragua, Museo de Arte Moderno, París;
Cent gravures contemporaines,
- 1982: Chile Vive, México.
- 1983: Chili-femmes, Espace latino-américain, París.
- 1984: Peintres latino-américains, Mónaco.
- 1986: Les figurations de 1960 à nos jours, Museo de Cagnes-sur-Mer, E.B.A. de Besançon, Museo de Carcassonne, Couvent des Cordeliers de Châteauroux, Francia.
- 1989: Musée d'Amérique latine, Mónaco.
- 1990: Art chilien d'aujourd'hui, Espace Belleville y Unesco, París.
- 1991: Festival International de la peinture, Château-musée de Cagnes-sur-Mer, Francia.
- 1995:

Mujeres iberoamericanas, Junta de Extremadura, Cáceres, España;
Presencia de Chile en Francia, Galería Plástica Nueva, Santiago, Chile.
- 1996: Artistas Chilenos en Francia, Museo de Arte Contemporáneo, Santiago, Chile.
- 1997:

Festival des arts 1997 — Dialogue Est-Ouest, Vayolles, Vienne, Francia;
Persistencia del paisaje en la pintura chilena, Museo de Arte Contemporáneo, Santiago, Chile.
- 2003: Hommage à S. Allende, Centre culturel Robert-Desnos, Ris-Orangis, Francia.
- 2004: Georges Sand, interprétations, Couvent des Cordeliers, Châteauroux, Francia.
- 2007: Santiago Paris Santiago, Galería La Ventana Cemicual, Santiago, Chile.
- 2011: Bicentenaire de la république chilienne, Chapelle des Jésuites, Chaumont, Francia.
- 2022-2023: 58th Carnegie International, Carnegie Museum of Art, Pittsburgh, Estados Unidos.